# أحمد حسن الزيات
أحمد حسن الزيات باشا (1303- 1388 هـ / 1885- 1968 م) أديب مصري من كبار رجال النهضة الثقافية والأدبية في العالم العربي، ومؤسس مجلة الرسالة. اختِيرَ عضوًا في المَجامع اللغوية في القاهرة، ودمشق، وبغداد، وفاز بجائزة الدولة التقديرية في الآداب عام 1962 في مصر.

## ولادته ونشأته
وُلد أحمد حسن الزَّيَّات في قرية كفر دميرة القديم التابعة لمركز طلخا بمحافظة الدقهلية بمصر، في 16 جُمادى الآخرة 1303هـ الموافق 2 أبريل 1885م، ونشأ في أسرة متوسِّطة الحال، تعمل بالزراعة. تلقَّى تعليمه في كتَّاب القرية، فحفظ القرآن وتعلَّم القراءة والكتابة، ثم أُرسل إلى أحد العلماء في القرية المجاورة ليتلقَّى القراءات السبع وأجادها في سنة واحدة.

أحمد حسن الزيات في كهولته

## تعليمه وعمله
التحقَ الزيات بالجامع الأزهر وهو في الثالثة عشرة من عمره، وظلَّ فيه عشر سنوات، تلقَّى فيها علوم الدين واللغة العربية، إلا أنه كان يفضِّل الأدب فتعلَّق بدروس الشيخ سيد علي المرصفي الذي كان يدرِّس الأدب في الأزهر، وحضر شرح المعلقات للشيخ محمد محمود الشنقيطي، أحد أعلام اللغة العربية البارزين آنذاك.
اتصل بطه حسين، ومحمود حسن الزناتي، وكانوا يقضون أوقاتًا طويلة في دار الكتب المصرية لمطالعة عيون الأدب العربي، ودواوين فحول الشعراء. ولكن لم يكمل الزيات دراسته بالأزهر والتحق بالجامعة الأهلية فكان يدرس فيها مساء ويعمل صباحًا بالتدريس في المدارس الأهلية. والتقى الزيات في عمله عددًا من رجال الفكر والأدب في عصر النهضة، مثل: العقاد، والمازني، وأحمد زكي، ومحمد فريد أبو حديد. و
اختارته الجامعة الأمريكية بالقاهرة رئيسًا للقسم العربي فيها عام 1922، وفي أثناء ذلك التحقَ بكلية الحقوق الفرنسية، وكانت الدراسة بها ليلًا ومدَّتها ثلاث سنوات، أمضى منها سنتين في مصر، وقضى الثالثة في فرنسا، حيث حصل على ليسانس الحقوق من جامعة باريس في سنة 1925. وفي عام 1929 عُيِّن أستاذًا في دار المعلِّمين في بغداد، فترك العمل في الجامعة الأمريكية وانتقل إلى هناك. ولم ينتمِ الزيات طَوال حياته إلى أيِّ حزب سياسي، وظلَّ محلَّ تقدير وموضع اهتمام حتى وفاته.

## مجلة الرسالة
بعد عودة الزيات من بغداد عام 1933 ترك التدريس، وانتقل للصِّحافة والتأليف. وفي 18 رمضان1351هـ الموافق 15 يناير1933م أصدر مجلة الرسالة، التي أثَّرت بقوة في الحركة الثقافية الأدبية في مصر والعالم العربي.
استمرَّ صدور «الرسالة» نحوًا من عشرين عامًا، وكانت مدرسة أدبية، ومجالًا رحبًا لظهور كتَّاب وشعراء من الجيل الجديد بنَوا شهرتهم على صفَحاتها. وقد أصدر الزيات بعد ذلك مجلة أُخرى اسمها «الرواية» متخصِّصة بالقصة القصيرة والرواية المطوَّلة تنشرها مسلسلة، واستمرَّ صدورها عامين فقط وكتب فيها كبار القصصيين، وشجَّعت الأدباء الشبان ومنهم كاتب ناشئ هو نجيب محفوظ، وكانت أولَ قصة نشرها بعنوان «ثمن الزوجة». 
ثم أدمجت مجلة «الرواية» بمجلة «الرسالة»، وأخيرًا اضطُرَّ الزيات إلى التوقف عن إصدار «الرسالة» بسبب الظروف الاقتصادية، وتولَّى رئاسة مجلة الأزهر. ولمَّا أُمِّمَت الصِّحافة في مصر، حاولت وِزارة الإرشاد القومي إحياء «الرسالة» وعيَّنت الزيات رئيسًا لتحريرها مرَّة أُخرى، ولكن المحاولة لم تنجح لأن الزمن كان قد تغيَّر، وأذواق القرَّاء قد تبدَّلت، والصِّحافة اتجهت وجهات جديدة، فلم يُكتَب للرسالة أن تستعيدَ مكانتها السابقة أو تستعيد مجدَها القديم. وتوقفت مرَّة أُخرى بعد بضعة أعداد، وكان صدورُها في مرحلتها الثانية دليلًا واضحًا على أن الصِّحافة لا يمكن أن تكون جزءًا من الجهاز الحكومي، ولا تعيش إلا في جوِّ الحرية وهوائها الطلق.

## الزيات أديبًا
يُعَدُّ الزيات صاحبَ أسلوب خاصٍّ في الكتابة، وهو أحدُ أربعة عُرف كل منهم بأسلوبه المتميِّز وطريقته الخاصَّة في الصياغة والتعبير، والثلاثة الآخرون هم: مصطفى صادق الرافعي، وطه حسين، والعقاد، ويقارن أحد الباحثين بينه وبين العقاد وطه حسين، فيقول: «الزيات أقوى الثلاثة أسلوبًا، وأوضحهم بيانًا، وأوجزهم مقالة، وأنقاهم لفظًا، يُعنى بالكلمة المهندسة، والجملة المزدوجة، وعند الكثرة الكاثرة هو أكتب كتَّابنا في عصرنا».
امتاز أسلوب الزيات بنصاعة الديباجة وروعة البيان، وكان يولي دقَّة اللفظ وموسيقا الجملة وإيقاعها عنايةً كبيرة، وكان يعمِد إلى السَّجْع دون تكلُّف ولا إملال. وقد اتهمَه البعض بتغليب الأسلوب على الفكرة والشكل على الموضوع، ولكنَّه كان أديبًا مترسِّلًا يتحرَّى المعنى النبيل في اللفظ الجميل، وكان له أثرٌ كبير في رعاية سلامة اللغة العربية. وكان يحرِصُ على الأسلوب العربي السليم في كل ما ينشره في «الرسالة»، ويفتتح كلَّ عدد من أعدادها بمقالة من طول واحد، متخيَّرة الألفاظ، يستوحي موضوعاتها من أحداث الساعة، وقد جمعها فيما بعدُ في كتاب من أربعة أجزاء بعنوان «وحي الرسالة».

أحمد حسن الزيات في شبابه

## آراء النقاد فيه
الزيات أحد أعلام كثيرين أنجبهم الريف المصري وأطلعهم على الحياة الأدبية مشاعل مضيئة، كان لها في تاريخنا الأدبي المعاصر أثر كبير، ودور لن تغفى عليه الأيام.
- قال عنه عباس محمود العقاد: الزيات كاتب متأنِّق لا يكتب الصفحة الواحدة إلا في يومين أو أيام، ولولا اضطرارُه إلى مسايرة (الرسالة) لشغل نفسه بالصفحة الواحدة أسابيع، وتأنُّق الزيات تأنق مقبول.. ولكنه حرم أسلوبه من قوة الحركة، فهو يقهر القارئ على الوقوف من وقت إلى وقت ليسأل عن الطريق.
- قال محمد مندور عن أسلوبه: أسلوب الزيات مصنوع صنعةً مُحكَمة، صنعة كاملة، ولكن الصنعة تُبعِدنا عن الحياة، ولكن الكمال يمل. وهناك في أساليب كبار الكتَّاب ما يحسُّه البلاغيون والنحويون ضعفًا وعيبًا ولكنه أمارة الأصالة ودليل الطبع، وإذا كان في جلال أسلوب شكسبير أو فاليري ما يسمُّونه كسر البناء، فكيف لا يطمئن جهد الزيات حتى يقيم الموازين، ويقيس المسافات.

## آثاره

### مؤلفات
1. تاريخ الأدب العربي
2. في أصول الأدب
3. دفاع عن البلاغة
4. وحي الرسالة، جمع فيه مقالاته في مجلة الرسالة.

### ترجمات
1. آلام فرتر، تأليف لغوته.
2. رفائيل، تأليف لامارتين.
3. مجموعة قصصية بعنوان: من الأدب الفرنسي.

## وفاته
توفي أحمد حسن الزيات في القاهرة، صباح الأربعاء 16 ربيع الأول 1388هـ الموافق 12 مايو (أيَّار) 1968م، عن عمر ناهز ثلاثة وثمانين عامًا. ونُقل جثمانه إلى قرية كفر دميرة ودُفن فيها.

## الملاحظات
1. ↑  جاء في ترجمة الزيات في مكتبة الكونجرس أن تاريخ وفاته هو 12 يونيو (حزيران) 1968 م.[9]